# Ван Сяопин
Ван Сяопин (кит. 王晓萍, март 1964, Туаньфэн, провинция Хубэй) — китайский государственный и политический деятель, министр трудовых ресурсов и социального обеспечения КНР с 30 декабря 2022 года.
Член Постоянного комитета Центральной комиссии КПК по проверке дисциплины 20-созыва. Делегат 20-го съезда Компартии Китая (2022).

## Биография
Родилась в марте 1964 года в уезде Туаньфэн, провинция Хубэй. В 1981 году поступила в Китайский университет политических наук и права (Пекин), где специализировалась на юриспруденции.
В мае 1988 года вступила в Коммунистическую партию Китая, в августе того же года по окончании университета принята на работу в юридическое подразделение компании Shougang Research and Development Corporation. С сентября 1990 года последовательно занимала должности заместителя заведующего и заведующего отделом политических исследований Канцелярии Госсовета по делам китайцев, проживающих за границей, в октябре 2012 года назначена заведующим Иностранным отделом Канцелярии, а в декабре 2015 года — заместителем главы Канцелярии Госсовета по делам китайцев, проживающих за границей.
С марта 2017 года в региональной политике — член Постоянного комитета парткома КПК провинции Цзилинь, в следующем месяце — заведующая отделом пропаганды парткома, с июня 2017 года — председатель Федерации социальных наук провинции Цзилинь по совместительству. В мае 2019 года возглавила Организационный отдел парткома КПК Цзилини.
В ноябре 2020 года переведена на должность заместителя заведующего Организационным отделом ЦК КПК и занимала её до декабря 2022 года. Одновременно входила в Постоянный комитет Центральной комиссии КПК по проверке дисциплины и в Государственную надзорную комиссию КНР.
30 декабря 2022 года назначена на пост министра трудовых ресурсов и социального обеспечения КНР.